# Vitis cissioides
Vitis cissioides är en vinväxtart som först beskrevs av Carl Ludwig von Blume, och fick sitt nu gällande namn av Cornelis Andries Backer. Vitis cissioides ingår i släktet vinsläktet, och familjen vinväxter. Inga underarter finns listade i Catalogue of Life.